# قسم توجردي الريفي (مقاطعة بوانات)
قسم توجردي الريفي (بالفارسية: دهستان توجردی) هي منطقة سكنية تقع في إيران في Sarchehan District. يقدر عدد سكانها بـ 6,341 نسمة .